# Ctenitis nigrovenia
Ctenitis nigrovenia là một loài thực vật có mạch trong họ Dryopteridaceae. Loài này được (Christ) Copel. miêu tả khoa học đầu tiên năm 1947.